# Neomorphinae
I Neomorfini (Neomorphinae Shelley, 1891) sono una sottofamiglia di uccelli cuculiformi della famiglia Cuculidae.

## Descrizione
I Neomorfini vivono esclusivamente nel Nuovo Mondo. Sono uccelli principalmente terrestri, con lunghe zampe adatte alla corsa. La specie più famosa, il roadrunner, mentre caccia può raggiungere i 30 km/h. Si nutrono di grossi insetti, rettili (anche velenosi), aracnidi, piccoli mammiferi e piccoli uccelli. A differenza di numerosi cuculi del Vecchio Mondo i Neomorfini non sono parassiti di cova.

## Tassonomia
La sottofamiglia è suddivisa in cinque generi, più uno fossile:
- Genere Neococcyx † - fossile (Inizio Oligocene, del Centro-Nord America)
- Genere Tapera
  - Tapera naevia - Tapera
- Genere Dromococcyx
  - Dromococcyx phasianellus - Cuculo corridore fagiano
  - Dromococcyx pavoninus - Cuculo corridore pavonino
- Genere Morococcyx
  - Morococcyx erythropygus - Cuculo di terra minore
- Genere Geococcyx
  - Geococcyx californianus - Corridore della strada
  - Geococcyx velox - Corridore della strada minore
- Genere Neomorphus
  - Neomorphus geoffroyi - Cuculo di terra ventrerosso
  - Neomorphus squamiger - Cuculo di terra squamoso
  - Neomorphus radiolosus - Cuculo di terra fasciato
  - Neomorphus rufipennis - Cuculo di terra alirossicce
  - Neomorphus pucheranii - Cuculo di terra beccorosso